# Zeitschrift für das gesamte Insolvenz- und Sanierungsrecht
Die Zeitschrift für das gesamte Insolvenz- und Sanierungsrecht (ZInsO) gehört zu den führenden juristischen Fachzeitschriften auf dem Gebiet des Insolvenzrechts. Bis Ende 2017 hieß sie Zeitschrift für das gesamte Insolvenzrecht (ehemalige ISSN 1615-8032).
Sie erscheint seit 1998 wöchentlich im Carl Heymanns Verlag, Schriftleiter sind Hans Haarmeyer und Stephan Beth.
Die ZInsO informiert über die Themenbereiche Unternehmensinsolvenz, Verbraucherinsolvenz, Restschuldbefreiung, Internationales Insolvenzrecht und Sanierungen sowie über die insolvenzrechtlichen Bezüge des Verfahrensrechts, Gesellschaftsrechts, Arbeitsrechts und Steuer- und Bilanzrechts. Sie richtet sich an Volljuristen, Insolvenzsachbearbeiter, Rechtspfleger und Schuldnerberatungsstellen.
Die Aufsätze der ZInsO sind praxisorientiert. Daneben werden gerichtliche Entscheidungen, Gesetzgebungsvorhaben und neue Monographien aus dem Insolvenzrecht redaktionell aufbereitet. Ein Beihefter listet alle in Deutschland eröffneten Regelinsolvenzverfahren. Die Zeitschrift ist unter anderem auf den Recherche-Datenbanken Wolters Kluwer Online und Owlit enthalten.